# Podocopa
Podocopa – podgromada skorupiaków z gromady małżoraczków.
Małżoraczki o karapaksach różnego kształtu: jajowatych, podługowatych, wydłużonych, trójkątnawo rozdętych lub zwartych, nigdy jednak nie są okrągłe w obrysie. Brzuszna krawędź prosta, częściowo wypukła lub lekko wklęsła. Brak na karapaksie wcięć. Dorosłe osiągają długość od 0,1 do 8 mm. Występuje siedem lub osiem par przydatków. Druga para czułków kolankowato zgięta; ich endopodity duże, złożone z 3-4 podomerów, zaś egzopodity małe, najwyżej o dwóch podomerach, a niekiedy zredukowane do szczecinki. Piąta para przydatków u samców często zmodyfikowana w haczykowate walwy. Położona z przodu odbytu furka może być różnego kształtu, ale zwykle nie jest płytkowata.
Zasiedlają środowiska słono- i słodkowodne, a nawet ściółkę lasów tropikalnych.
Zalicza się tu podrzędy: Podocopida i Platycopida, a niekiedy także Paleocopida.